# JFK (film)
JFK je americký výpravný politický filmový thriller z roku 1991, který napsal a režíroval Oliver Stone. Film se zabývá vyšetřováním atentátu na Johna F. Kennedyho neworleanským okresním prokurátorem Jimem Garrisonem, který dospěl k přesvědčení, že došlo ke spiknutí s cílem zavraždit Kennedyho a že Lee Harvey Oswald byl obětním beránkem.
Scénář filmu adaptovali Stone a Zachary Sklar podle knih Na stopě atentátníkům od Garrisona a Crossfire: The Plot That Killed Kennedy od Jima Marrse. Stone toto vyprávění označil za „protimýtus“ k „fikčnímu mýtu“ Warrenovy komise. Díky svému přijetí konspiračních teorií byl film kontroverzní. Mnoho významných amerických novin uveřejnilo úvodníky obviňující Stonea z šíření nepravd, včetně tvrzení, že Kennedy byl zabit v rámci státního převratu s cílem dosadit na jeho místo viceprezidenta Lyndona B. Johnsona.
Navzdory kontroverzi se filmu dostalo pochvalných kritik za herecké výkony, režii, hudbu, střih a kameru. Po pomalém rozjezdu film postupně nabíral na obrátkách a celosvětově utržil přes 205 milionů dolarů, čímž se stal celosvětově šestým komerčně nejúspěšnějším filmem roku 1991 a také komerčně nejúspěšnějším filmem Olivera Stonea. Byl nominován na osm Oscarů, včetně ceny za nejlepší film, a získal dvě ceny za nejlepší kameru a nejlepší střih. Byl to první ze tří filmů, které Stone natočil o amerických prezidentech (dalšími byly snímky Nixon z roku 1995 a W. z roku 2008).

## Děj
Během svého posledního projevu v roce 1961 varuje prezident Dwight D. Eisenhower před nárůstem vojensko-průmyslového komplexu. Jeho nástupce John F. Kennedy čelí invazi v Zátoce sviní a kubánské krizi, než je 22. listopadu 1963 zavražděn v Dallasu. Bývalý mariňák Lee Harvey Oswald je zatčen, ale než může být souzen, je zastřelen majitelem nočního klubu Jackem Rubym.
Neworleanský prokurátor Jim Garrison začne vyšetřovat možné souvislosti mezi Oswaldem a místními postavami, jako je pilot David Ferrie, ale jeho snaha je federální vládou zastavena. V roce 1966 po přečtení zprávy Warrenovy komise obnoví vyšetřování a vyslýchá svědky, včetně Willieho O'Keefa, který tvrdí, že slyšel Ferrieho hovořit s mužem jménem „Clay Bertrand“ o atentátu na Kennedyho. Garrison dochází k závěru, že Oswald byl agentem CIA a obětním beránkem.
Garrison odhaluje nesrovnalosti ve výpovědích svědků a testy střelby z Oswaldovy pozice naznačují, že atentát spáchali nejméně dva střelci. Za „Bertranda“ označí neworleanského podnikatele Claye Shawa, který však popírá jakoukoli účast. Klíčoví svědci odmítají svědčit nebo umírají za podezřelých okolností. Ferrie před smrtí naznačuje existenci spiknutí.
Garrison se setkává s tajemným informátorem „X“, který tvrdí, že Kennedy byl zavražděn kvůli svým plánům na stažení USA z Vietnamu a omezení CIA. Do spiknutí byli údajně zapojeni členové CIA, mafie, FBI a viceprezident Lyndon B. Johnson. Garrison obviňuje Shawa z účasti na atentátu.
Garrisonovo vyšetřování oslabují mediální útoky, rozpad jeho týmu a tlak na rodinný život. V roce 1969 předkládá soudu teorii o třech střelcích a spiknutí s cílem dosadit Johnsona do čela USA. Porota však Shawa rychle osvobodí. Přestože Garrison neuspěje, získává respekt své rodiny a pokračuje v boji za pravdu.